# Manuel de Ataíde
D. Manuel de Ataíde, 3.º conde da Castanheira, era filho de  D, António de Ataíde, 2.º conde da Castanheira, e de sua segunda mulher D. Bárbara de Lara,  nascida provavelmente c. 1530, filha do 3.º marquês de Vila Real, D. Pedro de Meneses, com D. Brites de Lara (filha única e herdeira de D. Afonso de Viseu, 8.º condestável de Portugal).
Tendo seus pais casado cerca de 1555 e seu irmão mais novo, D. António de Ataíde, nascido em 1564, é provável que sua data de nascimento se situe perto do ano de1560.
Foi detentor dos senhorios e morgados bem como do título da casa da Castanheira, sendo confirmado como donatário da capitania de Itaparica e Tamarandiva, no Brasil, por carta régia de 30 de julho de 1604.

## Casamento e descendência
Casou com D. Maria de Noronha, filha de D. Diogo de Sousa, capitão de Sofala, governador do Algarve, general da Armada, etc., com Catarina de Atouguia. sendo D. Maria já viúva de D. Nuno Álvares Pereira, filho do 3.º conde da Feira, D. Diogo Pereira. (D. Manuel de Ataíde casaria 2.ª com vez  sua sobrinha D. Guiomar de Vilhena, filha de sua irmã D. Ana de Ataíde e de D. Henrique de Portugal, sem geração).
Faleceu no ano de 1623.
Do seu 1.º casamento teve o seguinte filho e sucessor na casa e título:
- D. João de Ataíde, 4º conde da Castanheira.